# 79 Geminorum
79 Geminorum är en vit stjärna i huvudserien i stjärnbilden Tvillingarna.
79 Geminorum har visuell magnitud +6,54 och kräver fältkikare för att kunna observeras. Den befinner sig på ett avstånd av ungefär 515 ljusår.